# Люди, пов'язані з Житомиром

## УЖитомирінародилися

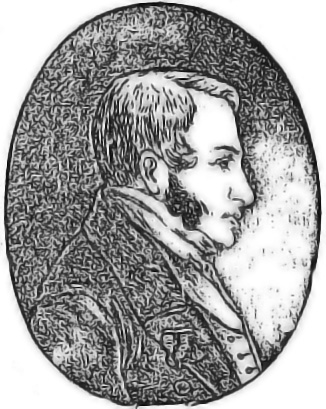
Історик, архівіст Скальковський Аполлон Олександрович

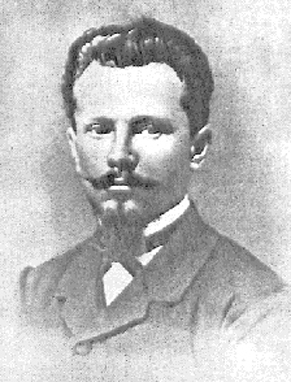
Польський політик Ярослав Домбровський

Генерал-хорунжий Армії УНР.

Український поет Олег Ольжич

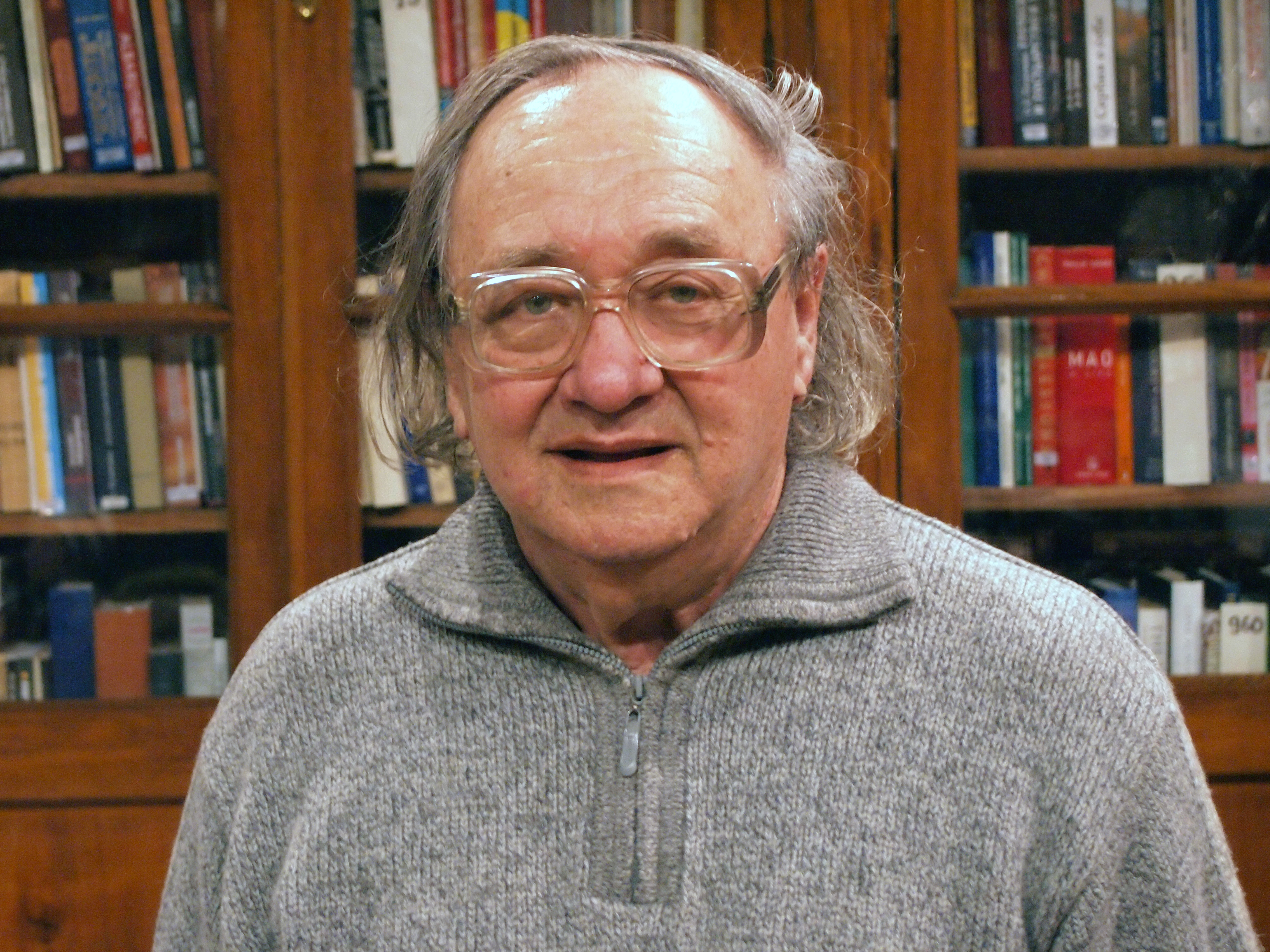
Український письменник-шістдесятник Шевчук Валерій Олександрович

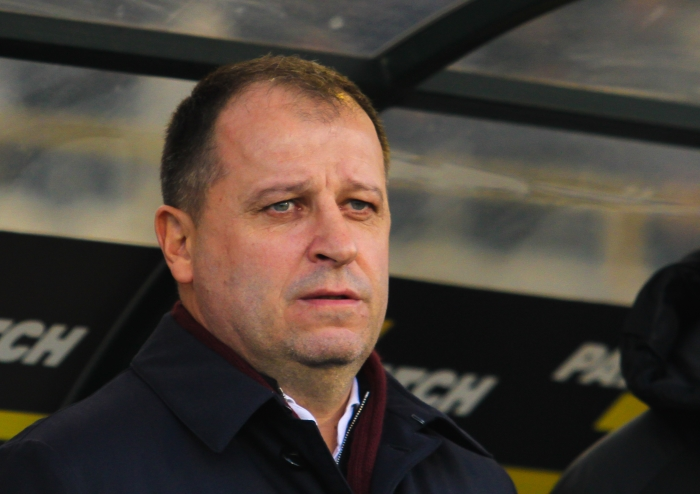
Український футбольний тренер і колишній футболіст Юрій Вернидуб

- 1640 — Дробиш Тушинський, польський письменник, мемуарист.

- 1808 — Скальковський Аполлон Олександрович, український та російській історик, архівіст та статистик.
- 1815 — Іполіт Скімборович, письменник, журналіст, редактор кількох журналів і куратор Музею старожитностей Університету Варшавського.
- 1824 — Маєвський Карл Якович, російський інженер-архітектор, академік архітектури, Таємний радник.
- 1836 — Ярослав Домбровський, польський політик, військовий діяч. Польський політик Ярослав Домбровський
- 1852 — Шефтель Михайло Ісаакович, присяжний повірений, депутат Державної думи I скликання від Катеринославської губернії.
- 1853 — Короленко Володимир Галактіонович, російський та український письменник, журналіст, публіцист і громадський діяч.
- 1854 — Зарембський Юліуш, польський композитор і піаніст.
- 1857 — Федецький Альфред Костянтинович, український фотограф польського походження, перший український оператор хронікально-документальних фільмів.
- 1859 — Арончик Айзик Борисович, російський революціонер, член партії «Народна воля», учасник замахів на імператора Олександра II.
- 1861 — Штернберг Лев Якович, радянський етнограф, член-кореспондент АН СРСР відділу палеоазійських народів.
- 1863 — Орженцький Роман Михайлович, економіст, статистик, академік Української Академії Наук.
- 1866 — Пурієвич Костянтин Адріанович, український ботанік (фізіолог рослин).
- 1868 — Война Володимир Іларіонович, полковник Армії УНР.
- 1870 — Заіковський Володимир Олександрович, полковник Армії УНР.
- 1870 — Ростовцев Михайло Іванович, російський історик античного світу і археолог.
- 1872 — Сулержицький Леопольд Антонович, російський театральний режисер, художник, педагог і громадський діяч.
- 1874 — Антоній Качинський, Генерал-майор Армії Польщі
- 1874 — Гамченко Євген Спиридонович, генерал-хорунжий Армії УНР.

- 1876 — Арциховський Володимир Мартинович, радянський ботанік, фізіолог рослин.
- 1876 — Білимович Олександр Дмитрович, економіст, громадський діяч.
- 1876 — Домбровський Маріан Павлович, український і польський піаніст, педагог.
- 1876 — Ковальський Олександр Миколайович, полковник Армії УНР.
- 1876 — Садовський Іван Іванович, театральний актор, оперний співак.
- 1877 — Ксєнжопольський Антон Владиславович, зоолог і ентомолог.
- 1881 — Блінов Микола Іванович, студент Женевського університету, російський дворянин і захисник мешканців Житомира під час єврейського погрому 1905 р.
- 1880 —Любович Артемій Мойсейович, радянський державний діяч, учасник революційного руху, нарком пошт і телеграфу РРФСР і СРСР.
- 1881 — Щастний Олексій Михайлович, видатний військовий діяч. Флагман Балтійського флоту.
- 1882 — Величківський Микола, економіст, голова УНРади.
- 1883 — Дідковський Борис Володимирович, радянський геолог, педагог і революціонер.
- 1884 — Біденко Йосип Гнатович, підполковник Армії УНР.
- 1884 — Нуна Млодзейовська-Щуркевичова, польська актриса театру, режисерка, декан драматичного відділу Державної музичної консерваторії в Познані.
- 1885 — Байвенко Володимир Онисимович, підполковник Армії УНР.
- 1885 — Олена Ржепецька, українська письменниця.
- 1886 — Козубський Борис Миколайович, адвокат, член Української Центральної Ради, голова міської думи м. Кременець.
- 1886 — Ротенберг Олександр Йосипович, революціонер, діяч радянських спецслужб.
- 1887 — Усенко Віталій Викентійович, воїн Армії УНР, Герой Базару.
- 1888 — Обертович Михайло, капелан Армії УНР.
- 1889 — Жуків Микола Йосипович, воїн Армії УНР, Герой Базару.
- 1891 — Титар Олександр Михайлович, підполковник Армії УНР.
- 1891 — Нікулін Лев Веніамінович, російський письменник, сценарист.
- 1891 — Кіпніс Александр — американський оперний співак (бас) українського походження.
- 1894 — Гамарник Ян Борисович, радянський партійний, державний і військовий діяч.
- 1894 — Лятошинський Борис Миколайович, український композитор, диригент і педагог.
- 1894 — Пирогів Юрій, підполковник Армії УНР.
- 1894 — Усанович Михайло Ілліч, хімік, академік АН Казахської ССР.
- 1895 — Яськевич Сава Тимофійович, сотник Армії УНР.
- 1896 — Абрильба-Рихвальський Йосип Юрійович, підполковник Армії УНР.
- 1896 — Гайдай Олександр (Лесько) Миколайович, підпоручник Армії УНР.
- 1898 — Сціборський Микола, підполковник Армії УНР, діяч ОУН, публіцист і теоретик українського націоналізму.
- 1898 — Безименський Олександр Ілліч, російський поет.
- 1899 — Віктор Качинський, жертва Катинської трагедії.
- 1900 — Францішек Непокульчицький, полковник інженерних військ війська Польського, один з командирів Армії Крайової, третій президент підпільної антикомуністичної організації «Свобода і Незалежність», політв'язень.
- 1901 — Бабиченко Дмитро Наумович, радянський режисер-мультиплікатор, майстер мальованої мультиплікації, сценарист, художник.
- 1902 — Бородій Олексій Дем'янович, більшовицький партійний діяч.
- 1903 — Садиленко Юрій, український маляр.
- 1905 — Сирота Йосип Аронович, український живописець.
- 1906 — Альшиц Яків Ісаакович, радянський вчений, фахівець в галузі конструювання й виробництва гірничих машин.
- 1906 — Корольов Сергій Павлович, радянський вчений у галузі ракетобудування та космонавтики, конструктор.
- 1906 — Перельман Натан Єфимович, радянський, російський піаніст і педагог.
- 1907 — Бару Мирон Йосипович, український вчений-правознавець.
- 1907 — Векслер Володимир Йосипович, фізик.
- 1907 — Михалевич Олександр Володимирович — письменник, кіножурналіст і кінодраматург.
- 1907 — Уманський Моріц Борисович, театральний і кінодекоратор.
- 1907 — Кандиба Олег Олександрович, український поет, археолог і політичний діяч, син Олександра Олеся. Український поет Олег Ольжич
- 1910 — Альшиць Леон Якович, український художник театру.
- 1910 — Константинопольський Олександр Маркович — шахіст. гросмейстер міжнародного класу.
- 1910 — Лінденберг Роман Володимирович — радянський воєначальник, капітан 1-го рангу, командир підводного човна Д-2 «Народоволець» в роки Великої Вітчизняної війни (1940—1945).
- 1911 — Бабат Григорій Ілліч, радянський електротехнік, доктор технічних наук, автор більш ніж ста винаходів, запропонував ідею мобільного телефону в 1943 році.
- 1911 — Орендовська Лідія Василівна, скульптор.
- 1911 — Руденський Олександр Костянтинович, архітектор, будівельник.
- 1913 — Владич Леонід Володимирович, мистецтвознавець;
- 1913 — Шумовський Теодор Адамович, радянський лінгвіст, сходознавець, арабіст, автор першого поетичного перекладу Корану на російську мову.
- 1913 — Демидов Володимир Олексійович, радянський льотчик, Герой Радянського Союзу.
- 1914 — Радомисельський Ізраїль Давидович, радянський вчений у галузі порошкової металургії та металознавства.
- 1915 — Ріхтер Святослав Теофілович, радянський піаніст німецького походження.
- 1915 — Шонк-Русич Костянтин, художник.
- 1918 — Магмедова Валентина Хомівна, українська художниця.
- 1920 — Павликовський Мечислав, польський актор театру та кіно.
- 1922 — Тадеуш Боровський, польський поет, критик і публіцист.
- 1922 — Федоренко Аріадна Никифорівна, радянський звукооператор.
- 1923 — Головинський Григорій Львович, радянський музикознавець, доктор мистецтвознавства (1985).
- 1924 — Левицький Роман Іванович, радянський військовий, Герой Радянського Союзу.
- 1924 — Фролькіс Володимир Веніамінович, вчений в галузі сучасної геронтології і вікової фізіології.
- 1927 — Штаркман Наум Львович, радянський піаніст і педагог.
- 1930 — Закалюк Анатолій Петрович, правознавець, доктор юридичних наук, академік Академії правових наук України.
- 1930 — Кучук-Яценко Сергій Іванович, український науковець у галузі зварювання металів тиском, академік НАН України.
- 1930 — Попович Мирослав Володимирович, сучасний український філософ, доктор філософських наук, професор, академік НАН України.
- 1934 — Кругляк Борис Абрамович, український вчений-історик.
- 1935 — Крищенко Вадим Дмитрович, український поет-пісняр.
- 1936 — Пашицький Ернст Анатолійович, український фізик-теоретик, доктор фізико-математичних наук, педагог.
- 1936 — Юргутіс Ігор Антонович — учений, кандидат економічних наук, директор Житомирського лікеро-горілчаного заводу (1970 —2001), почесний громадянин міста Житомира.
- 1937 — Шевчук Анатолій Олександрович, український письменник-шістдесятник, новеліст, майстер психологічної прози.
- 1938 — Кальницька Людмила Степанівна, мистецтвознавець.
- 1939 — Люксембург Аркадій Петрович, молдавсько-американський композитор, Заслужений діяч мистецтв Молдавської РСР.
- 1939 — Шевчук Валерій Олександрович, український письменник-шістдесятник.

- 1941 — Джурмій Леонід Михайлович, український кларнетист, диригент.
- 1942 — Костриця Микола Юхимович, український географ.
- 1945 — Абрамович Семен Дмитрович, український літературознавець.
- 1947 — Буйко Георгій Володимирович, народний депутат України 3-4 скликання від КПУ (1998–2006).
- 1947 — Вакалюк Валерій Анатолійович, художник декоративно-прикладного мистецтва.
- 1949 — Костюк Олександр Володимирович, український скульптор, живописець.
- 1949 — Пасенюк Олександр Михайлович, суддя Конституційного Суду України.
- 1951 — Жегунов Олександр Михайлович, живописець.
- 1951 — Жуков Сергій Вікторович, композитор московської школи модерного спрямування.
- 1952 — Гуменюк Віктор Іванович, поет.
- 1952 — Травкін Валерій Михайлович, український композитор, старший викладач музики вищої категорії по класу баян, концертмейстер вищої категорії, аранжувальник, педагог, член Національної всеукраїнської музичної спілки.
- 1953 — Ярошинська Алла Олександрівна, доктор філософії, політик, белетрист і публіцист.
- 1954 — Никитюк Віктор Іванович, радянський футболіст.
- 1960 — Бутковський Микола Анатолійович, живописець.
- 1960 — Влащенко Наталя Вікторівна, українська журналістка, театрознавець.
- 1960 — Горностай Олександр Васильович, український музикант, піаніст.
- 1961 — Крижанівський Віктор Володимирович, український дипломат. Надзвичайний і Повноважний Посол України.
- 1962 — Камишний Юрій Костянтинович, український художник.
- 1962 — Левицький Андрій Едуардович, український лінгвіст.
- 1962 — Охапкін Олександр Ігорович, сучасний український живописець.
- 1963 — Шафоренко Костянтин Едуардович, український актор, режисер.
- 1964 — Євсєєва Інна Миколаївна, українська та радянська спортсменка-легкоатлетка в бігу на 800 метрів. Рекордсменка України; майстер спорту міжнародного класу з легкої атлетики.
- 1966 — Вернидуб Юрій Миколайович — радянський футболіст, український футбольний тренер.

- 1967 — Митрополит Іоан, митрополит Черкаський і Чигиринський, архієрей Православної церкви України.
- 1969 — Садовенко Юрій Едуардович, керівник апарату Міністра оборони Російської Федерації з 7 січня 2013 року, генерал-полковник (2014 року)
- 1969 — Артеменко Володимир Якович (1969–2022) — прапорщик Збройних сил України, учасник російсько-української війни, що загинув у ході російського вторгнення в Україну в 2022 році.
- 1971 — Слюсарчук Андрій Тихонович, також відомий як «доктор Пі», — громадянин України, що завдяки численним телевізійним програмам здобув славу людини з феноменальними здібностями.
- 1972 — Паляниця Олександр Віталійович, український футболіст.
- 1972 — Чужинова-Денисюк Ірина Валеріївна, українська велогонщиця; учасниця Олімпійських ігор-2004.
- 1974 — Микитенко Ольга Леонтіївна, українська співачка (сопрано); солістка Національного театру опери та балету імені Т.Шевченка.
- 1974 — Ріхтер Олена Вікторівна (1974—2022) — старший солдат Збройних Сил України, учасниця російсько-української війни, що загинула в ході російського вторгнення в Україну в 2022 році.
- Демчик Андрій Володимирович (1975—2024) — солдат Збройних сил України, учасник російсько-української війни, що відзначився у ході російського вторгнення в Україну. Герой України (посмертно).
- 1981 — Богданович Максим Михайлович (1981—2022) — підполковник Збройних Сил України, учасник російсько-української війни, що загинув у ході російського вторгнення в Україну в 2022 році.
- 1982 — Стронґовський Ілля Юрійович, український письменник, поет, перекладач.
- 1983 — Даниленко Тетяна Володимирівна, українська тележурналістка.
- 1983 — Жудіна Валентина Олександрівна, українська легкоатлетка, рекордсменка України, олімпійка, майстер спорту України міжнародного класу.
- 1984 — Василюк Ольга Павлівна — співачка, композитор, автор пісень, учасниця відбору Євробачення та конкурсу Слов'янський базар.
- 1984 — Золін Олексій Сергійович — сержант Збройних сил України, загинув при обороні держави 19 березня 2020 року.
- Вержбицький Павло Андрійович, полковник Армії УНР.
- Наркевич Микола Степанович, голова військового суду при Військовому міністерстві УНР.
- Нікітін Євген Олександрович, підполковник Армії УНР.
- Яницький Василь Іванович, командир полку Дієвої армії УНР.
- 1987 — Мошківський Євген Антонович солдат 24-ї бригади ім. Короля Данила.
- 1989 — Білоцерківська Аріна — українська баскетболістка-розігруюча; майстер спорту України.
- 1991 — Лесик Панасюк, український поет, перекладач, дизайнер, перформер.
- 1991 — Ковальський Валентин Геннадійович, молодший сержант, снайпер 95-ї ДШБ.
- 2000 — Гапон Ярослав Михайлович — солдат Збройних Сил України, учасник російсько-української війни, що загинув у ході російського вторгнення в Україну в 2022 році.

## УЖитомирінавчались
- 1894–1899 — Дубовський Ігнатій, титулярний архієпископ Римо-Католицької церкви.
- Олізар Густав-Генрик-Атаназі Пилипович, граф, київський губернський маршалок дворянства, польськомовний поет.
- 1948-1952 — Білаш Олександр Іванович, український композитор і педагог.
- 1967–1972 — Білошицький Анатолій Васильович, український композитор, диригент, педагог, баяніст.
- 1974–1976 — Шайгородський Юрій Жанович, український політолог, соціальний психолог.
- 1985–1989 — Охрімчук Сергій Михайлович, український скрипаль-віртуоз, лауреат Національної премії України імені Тараса Шевченка (як учасник гурту Хорея Козацька).
- 1985–1989 — Клименко Олександр Іванович, український письменник, літературний критик, музикант.
- 1985–1989 — Сергій Я́рунський, український композитор, диригент і виконавець-мультиінструменталіст.
- 1989–1994 — Харчишин Валерій Володимирович, український рок-музикант, лідер гурту «Друга Ріка».
- 1998-2002 — Вишинський Віталій Володимирович, український композитор, піаніст, науковець, музикознавець, популяризатор академічної музики.
- 2001–2006 — Василюк Ольга Павлівна — співачка, композитор, автор пісень, учасниця відбору Євробачення та конкурсу Слов'янський базар.

## УЖитомиріпрацювали

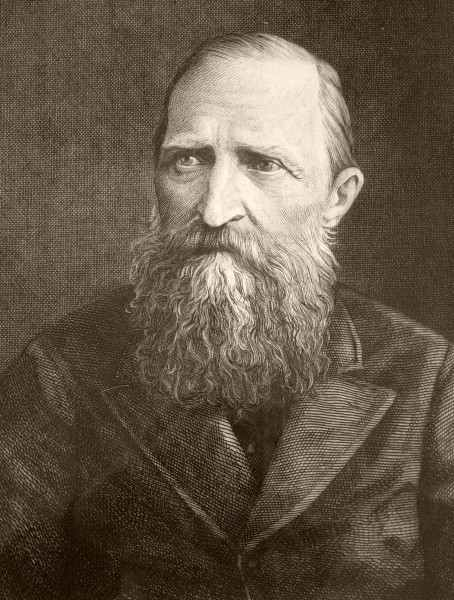
Польський письменник Юзеф Крашевський

- 1715-1788 — Каєтан Солтик, польський церковний і державний діяч, єпископ київський (1756 — 1759) і краківський (1759 — 1788).
- 1782-1831 — Потьомкін Яків Олексійович, російський офіцер Наполеонівських воєн (генерал-лейтенант, генерал-ад'ютант), командир Семенівського полку в 1812-20 рр. Похований в Житомирі на Вільському (Російському) кладовищі.
- 1849–1858 — Юзеф Ігнацій Крашевський, польський письменник, публіцист, видавець, історик, філософ.

- 1862–1883 — Любовидзький Кирило, єпископ луцько-житомирський Римо-Католицької церкви.
- 1875–1930 — Мордехай-Дов Вайсблат, Головний рабин Житомира.
- 1898–1931 — Кравченко Василь Григорович, український етнограф.
- 1918–1918 — Антончук Демид, полковник Армії УНР.
- 1922–1926 — Архієпископ Аверкій, архієпископ Волинський і Житомирський.
- 1941 — Іван Рогач — головний редактор газети «Українське слово».
- 1959–1960 — Банніков Віктор Максимович, радянський футболіст.
- 1961–1963 — Сорока Борис Федорович, радянський футболіст.
- 1968–1970 — Шепель Анатолій Миколайович, радянський футболіст.
- 1969–1987 — Острожинський Валентин Євгенович, радянський партійний діяч.
- 1974 — Шелудченко Віра Тимофіївна, міський голова м. Житомира.
- 1975 — Єршов Володимир Олегович, філолог, історик літератури, полоніст; Почесний краєзнавець України; Лауреат Всеукраїнської Огієнківської премії; Заслужений діяч польської культури.
- 1978–1989 — Кавун Василь Михайлович, радянський партійний діяч.
- 1980–1985 — Шайгородський Юрій Жанович, український політолог, соціальний психолог.
- 1985 — Шпак Віктор Олексійович, журналіст, публіцист, громадський діяч, автор історично-публіцистичних матеріалів, краєзнавець.
- 1986 — Дебой Володимир Михайлович, міський голова м. Житомира (2010—2014).
- 1995–2005 — Молчанов Володимир Борисович, український історик.
- 2000–2002 — Мельников Василь Олександрович, радист-парашутист, Герой України.
- 2001–2001 — Школьников Юхим Григорович, український футболіст і тренер.
- 2001–2006 — Василюк Ольга Павлівна — співачка, композитор, автор пісень, учасниця відбору Євробачення та конкурсу Слов'янський базар.
- 2004–2004 — Гальчук Любомир Богданович, український футболіст.

## Житомирські старости
- Міхал Александрович Чарторийський — син волинського воєводи Чорторийського Олександра[1]
- Семен Дениско[2] (Денінський[3])
- Ільїнський Ян Каєтан
- Ільїнський Август Йосип — граф австрійський, російський. Губернатор Волинської губернії.
- Юзеф Сераковський — великий коронний стражник у 1730-1748 роках, староста Житомира в 1725-1727 роках

## УЖитомиріпомерли

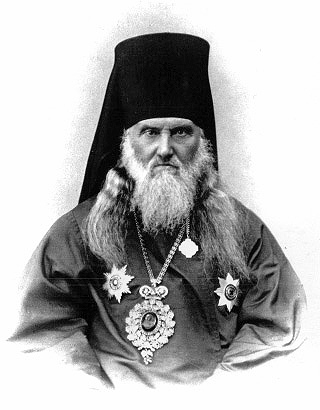
Архієпископ Волинський та Житомирський Модест, Священноархімандрит Свято-Успенської Почаївської лаври

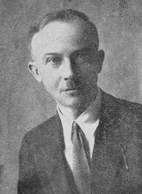
Член Проводу українських націоналістів Омелян Сеник

Шістдесятник Євген Концевич

- 1743 — Колчак Ільяш, воєначальник Османської імперії молдавського козацького походження.
- 1845 — Пивницький Михайло, католицький єпископ.
- 1848 — Охотський Ян Дуклан, польський історик.
- 1902 — Архієпископ Модест, архієпископ Волинський та Житомирський, Священноархімандрит Свято-Успенської Почаївської лаври.
- 1911 — Недзялковський Кароль-Антоній, єпископ луцький і житомирський Римо-Католицької церкви.
- 1919 — Возний Кость Гнатович, полковник, військовий комендант Житомира
- 1919 — Барон де Шодуар Іван Максиміліанович, меценат, колекціонер
- 1919 — Аршеневський Андрій Олександрович, відствний підполковник, землевласник, предводитель дворянства
- 1933 — Кудрицький Михайло Петрович, український метеоролог.
- 1941 — Сеник Омелян, один з керівних членів Організації українських націоналістів.

- 1941 — Сціборський Микола, підполковник Армії УНР, один з керівних членів Організації українських націоналістів.
- 1941 — Хома Василь Платонович, український політичний діяч, голова Проводу ОУН на Житомирщині, очільник Похідних груп ОУН.
- 1942 — Марчак Роман Володимирович, український політичний діяч, голова Проводу ОУН на Житомирщині.
- 1959 — Карпенко Сергій Гордійович, український актор.
- 1966 — Морозова Вероніка Януарівна, українська поетеса (відома під псевдонімом Вероніка Морозівна) і перекладачка.
- 1966 — Ненадкевич Євген Олександрович, український літературознавець, педагог.
- 1976 — Кудрицький Євген Михайлович, український мовознавець.
- 2002 — Ґудзь Юрій Петрович, поет, прозаїк, драматург, есеїст, публіцист, художник, філософ.
- 2006 — Єпископ Михаїл, єпископ-екзарх Тернопільсько-Зборівської єпархії УГКЦ.
- 2010 — Концевич Євген Васильович, український письменник, шістдесятник.

- 2011 — Бірюков Юрій Іванович, український художник, автор гербу Житомира (1970).
- 2016 — Бабич Сергій Олексійович, український політичний та громадський діяч, в'язень совєцького режиму.
- 2017 — Прищепа Олександр Олександрович, український політичний та громадський діяч, Житомирський обласний провідник ОУН.
- 2017 — Ковальський Валентин Геннадійович, молодший сержант, снайпер 95-ї ДШБ.